# Glyptemys
Glyptemys es un género de tortugas de la familia Emydidae propias  de América del Norte compuesto por dos especies: la Glyptemys muhlenbergii y la Glyptemys insculpta. Hasta el año 2001 se consideraba que eran miembros del género Clemmys, que actualmente cuenta con uno de los miembros: la Clemmys guttata.
De plena madurez, estas tortugas crecen entre 9 y 20 cm. Estas tortugas son semi-acuáticas, aunque esto varía según la temporada. Tienen unas características morfológicas que las hacen únicas y diferentes. 
Glyptemys prefieren corrientes de movimiento lento y lagunas y se alimentan de insectos, materia vegetal, pequeños invertebrados, y comen carroña. Estas tortugas están protegidas en todo su rango. 